# Jerzy Boniecki (publicysta)
Jerzy Boniecki (ur. 29 maja 1929 w Warszawie, zm. 8 września 2003 w Sydney) – polski publicysta i działacz społeczny, twórca, fundator i organizator Niezależnej Fundacji Popierania Kultury Polskiej Polcul, dziennikarz paryskiej „Kultury”.

## Życiorys
Wychował się w rodzinie działaczy PPS. Przeżył koszmar II wojny światowej, rozbicie rodziny i śmierć matki. W 1943, jako 14-letni chłopak przyłączył się do Armii Krajowej. Po wojnie ukończył studia prawnicze na Uniwersytecie Warszawskim i pracował w Warszawie w Metalexporcie. Był specjalistą w dziedzinie urządzeń przemysłowych.
W 1959 zamieszkał wraz z rodziną na stałe w Sydney, tam ukończył studia w zakresie ekologii na Uniwersytecie Macquarie w Sydney. W Australii założył i prowadził firmę importową „Stolat”. Przez cały czas prowadził wielostronną działalność społeczną, ale najbardziej i najdłużej zaangażowany był w prowadzenie stworzonej przez niego Fundacji Polcul.

## Działalność społeczna
- uczestniczył w pracach Klubu Rzymskiego;
- brał udział w pracach charytatywnej organizacji Community Aid Abroad zajmującą się pomocą w realizacji małych projektów rozwoju w krajach trzeciego świata;
- był współzałożycielem Australijskiego Komitetu Obrony Praw Człowieka w ZSRR;
- był aktywnym członkiem Amnesty International;
- uczestniczył w pracach „Paryskiej Kultury” oraz Australijskiego Instytutu Spraw Polskich;
- od 1980 do 2003 sprawował funkcję dyrektora i prowadził Polcul Foundation, której był założycielem.

## Publikacje
- W latach 1975–1999 opublikował kilkadziesiąt artykułów w „Kulturze” i w innych wydawnictwach emigracyjnych.
- W 1990 opublikował zbiór artykułów pt. Okno na świat.
- W 1992 wydał tom opowiadań U burmistrza w Wenecji.

## Odznaczenia
Został odznaczony Krzyżem Komandorskim Orderu Zasługi Rzeczypospolitej Polskiej oraz otrzymał nagrodę „Kultury” Paryskiej w dziedzinie Przyjaźni i Współpracy.